# Simon Kirke
Simon Frederick St George Kirke (născut pe 28 iulie 1949 în Lambeth, South London, Anglia) este un baterist englez de muzică rock, cel mai cunoscut ca membru al trupelor Free și Bad Company.